# کارخانه قندوتصفیه شکردزفول
کارخانه قندوتصفیه شکر دزفول، روستایی از توابع بخش مرکزی شهرستان شوش در استان خوزستان ایران است که پیش از منفک شدن شوش به عنوان شهرستانی مستقل، بخشی از شهرستان دزفول بوده و به این نام نامگذاری شده است.

## جمعیت
این روستا در دهستان حسین‌آباد (شوش) قرار دارد و براساس سرشماری مرکز آمار ایران در سال ۱۳۸۵، جمعیت آن ۳۲۶ نفر (۶۴خانوار) بوده‌است.